# اسلاترهاوس
اسلاترهاوس (انگلیسی: Slaughterhouse) یک ابر گروه هیپ هاپ آمریکایی تشکیل شده از رپرها: کروکد آی، جو بادن، جوئل اورتیز، رویس دا۹'۵ بود. آنها عضو شیدی رکوردز و اینتراسکوپ رکوردز بودند.

## آلبوم‌ها
- ۲۰۰۹: Slaughterhouse
- ۲۰۱۲: Welcome to: Our House

## تک آهنگ‌ها
- (۲۰۰۹) The one
- (Microphone (۲۰۰۹
- (۲۰۱۲) Hammer Dance
- (۲۰۱۲) My Life